# Gerald Casale
Gerald Vincent Casale, detto Jerry (Ravenna - Ohio, USA, 28 luglio 1948), è un polistrumentista, cantante e compositore statunitense, fondatore del gruppo dei Devo, di cui è uno degli unici due membri ad essere sempre stato presente nella formazione.
È co-autore di molti dei pezzi della band, oltre ad essere il bassista del gruppo. Ha anche diretto diversi video musicali, per i Devo e per altri artisti.

## Biografia
Nasce col cognome Pizzute poiché il padre, Robert Edward Casale, per un breve periodo, durante il quale nacque Jerry, cambiò ufficialmente il cognome assumendo quello materno. Tornò, poi, al proprio cognome.
Gerald si è laureato in arte alla Kent State University. 
il 17 febbraio 2014 il fratello minore Bob, già chitarrista e tastierista dei Devo, morì all'età di 61 anni per un attacco di cuore.
Nel 2015 Gerald ha sposato Krista Napp.

## Discografia

### Con i Devo
- 1978 - Q: Are We Not Men? A: We Are Devo!
- 1979 - Duty Now for the Future
- 1980 - Freedom of Choice
- 1981 - New Traditionalists
- 1982 - Oh, No! It's Devo!
- 1984 - Shout
- 1988 - Total Devo
- 1990 - Smooth Noodle Maps
- 2010 - Something for Everybody

### Live
- 1981 - DEV-O Live
- 1989 - Now It Can Be Told: DEVO at the Palace
- 1992 - DEVO Live: The Mongoloid Years
- 2005 - Devo Live 1980
- 2005 - Live in Central Park

### Colonne sonore
- 1996 - Adventures of the Smart Patrol (solo CD-ROM allegato col videogioco omonimo)

### Raccolte (Devo)
- 1987 - E-Z Listening Disc
- 1990 - Hardcore Devo: Volume One
- 1990 - Devo's Greatest Hits
- 1990 - Devo's Greatest Misses
- 1991 - Hardcore Devo: Volume Two
- 1993 - Hot Potatoes: The Best of Devo
- 1998 - Greatest Hits
- 2000 - Pioneers Who Got Scalped: The Anthology
- 2000 - Recombo DNA
- 2002 - The Essentials
- 2003 - Whip It & Other Hits

### Solo
- 2005 - Army Girls Gone Wild (EP)
- 2006 - Mine Is Not a Holy War
- 2008 - To Be or Not
- 2016 - It's All Devo!